# Jean de Boyssoné
Jean de Boyssoné (Castres, 1500 circa – Chambéry, 1558) è stato un giurista e umanista francese, perseguitato dalla Chiesa cattolica e dalle autorità civili per le sue idee umanistiche.

## Biografia
Nato in una famiglia nobile e agiata, studiò diritto a Tolosa laureandosi in diritto civile e canonico. Nel 1526 ottenne la cattedra universitaria di diritto all'Università di Tolosa, già occupata da un suo omonimo zio e prese gli ordini minori, pur senza mai essere ordinato prete.
In quell'Università, cattolica e tradizionalista, succedevano disordini a motivo del progredire della Riforma protestante: non vi si manifestava soltanto ostilità contro la nuova confessione, ma anche contro i nuovi metodi pedagogici nello studio della giurisprudenza, fondati sull'analisi filologica del testo antico anziché sulla tradizionale autorità del commentatore medievale. L'innovatore Boyssoné fu sospettato d'essere partigiano della nuova religione, come i suoi amici Clément Marot, François Rabelais e Étienne Dolet, che aveva studiato a Tolosa, per non dire del riformatore tedesco Filippo Melantone, che fu di passaggio nella città.
Il 31 marzo 1532, accusato di eresia con altri trentadue imputati, Jean de Boyssoné fu condannato alla confisca della casa, a un'ammenda di 1.000 livres e a un atto di pubblica abiura nella cattedrale di Saint-Étienne; uno dei suoi allievi, Jean de Caturce, essendosi rifiutato di ritrattare le sue opinioni, fu bruciato in Place du Salin.
Boyssoné si trasferì in Italia e, nel corso del 1533, visitò Bologna, Venezia, Modena, Roma e infine Padova, dove ritrova altri suoi colleghi tolosani emigrati, come Pierre Bunel, Jean Daffis, Arnaud du Ferrier, e dove fa la conoscenza di Maurice Scève. Passando per Torino, ritornò a Tolosa dove fu nominato rettore dell'Università. Partecipò attivamente alle feste in onore di Francesco I, in visita alla città, che Boyssoné accolse all'Università il 1º agosto 1533. In questo periodo l'amico giurista Guillaume Budé gli affidò l'istruzione del nipote.
Nel 1534 fu nuovamente accusato di fomentare i disordini studenteschi che esprimevano solidarietà verso l'umanista Étienne Dolet, perseguitato dal Régime; fu così condannato alla prigione dal Parlamento di Tolosa, ma fu assolto e scarcerato in seguito al giudizio d'appello presentato al re di Francia.
Nel 1539 gli fu proposto l'incarico di segretario dell'ambasciatore di Francia a Venezia, ma preferì il posto di consigliere nel nuovo Parlamento di Chambéry, istituito in seguito all'occupazione francese della Savoia. Da Chambéry tornava a Tolosa raramente, in occasione dei concorsi banditi dall'Académie des Jeux floraux, di cui era membro. Ma fu accusato anche a Chambéry: il 1º settembre 1550 è imprigionato a Digione insieme con altri dodici colleghi, e nel successivo agosto il Parlamento gli revocò il seggio e lo condannò al pagamento di un'ammenda.
Dal 1551 al 1555 insegnò a Grenoble, intanto che attendeva l'esito dell'appello presentato al Parlamento di Parigi, che il 15 ottobre 1557 stabilì l'innocenza di Boyssoné e la restituzione del suo seggio nel parlamento di Chambéry, dove morì l'anno successivo.